# Ae Hee Lee
Ae Hee Lee (koreanisch 이아희, * 1982 in Seoul) ist eine südkoreanische Malerin, Bildhauerin und Fotografin, die in Deutschland lebt.

## Leben
Ae Hee Lee studierte von 2001 bis 2006 freie Kunst an der Kyungwon University of Art in Südkorea. Von 2008 bis 2011 studierte sie an der Hochschule für Bildende Künste Braunschweig in Deutschland. Sie lebt und arbeitet in Berlin.

## Werke
Sie beschäftigt sich seit 2014 mit der Serie „Dream Records“ und seit 2008 mit der Serie „Life Project“. Ae Hee Lee untersucht ihr „Selbst“ mit der Frage, wo die Grenzen der Erinnerung liegen. Durch die systematische Erforschung ihrer Träume versucht sie, die Grenze zur archetypischen, kollektiven Urform des Unbewussten zu überwinden. Die Dokumentation ihrer Selbst- und Traumforschung schlägt sich in Form feiner, vernetzter Strukturen in ihrem künstlerischen Werk nieder.

## Ausstellungen

### Einzelausstellungen
- 2019: Dream Records 1826, Kunstverein Landshut, Landshut[5]
- 2018: DREAMCODE 1706, Kulturhaus Milbertshofen, München[1]
- 2018: Dream Records 1583, Koenraad-Bosman-Museum, Rees[6]
- 2018: Dream Records 1553, Altonaer Rathaus, Hamburg
- 2018: Dream Records 1461, Seolmijae Art Museum, Gyeonggi-do, Südkorea
- 2018: Dream Records 1433, Gallery Yian, Daejeon, Südkorea
- 2017: Dream Records 1096, EMERSON Gallery Berlin, Berlin
- 2017: Dream Records 976, Galerie Maurer, Frankfurt am Main
- 2016: Memory, Ostasieninstitut der Hochschule Ludwigshafen am Rhein, Ludwigshafen[2]
- 2016: Dream Records 944, Städtische Galerie Schwabach, Schwabach[7]
- 2016: Dream Records 822, Memory Records 70 - Ich-Forschungen, Kunstverein Ludwigshafen, Ludwigshafen[8][9][10]
- 2013: Cosmos, SCHAUBUDE Theater-Kulturprojekte Berlin, Berlin
- 2012: Koexistenz, EMERSON Gallery Berlin, Berlin
- 2012: Familie, SCHAUBUDE Theater-Kulturprojekte Berlin, Berlin
- 2010: My Diary, galerie auf zeit-räume für Kunst, Braunschweig[11]

### Gruppenausstellungen
- 2018: „MailART Frauenwahlrecht“, GEDOK Kunstforum Hamburg, Hamburg
- 2018: „68. Bayreuther Kunstausstellung“, Kunstverein Bayreuth, Bayreuth
- 2018: „International Art Exhibition - NordArt 2018“, Kunstwerk Carlshütte, Büdelsdorf
- 2018: „50 Jahre Kunstverein Gelsenkirchen - Kunst & Leidenschaft“, Alte Villa im Kunstmuseum Gelsenkirchen, Gelsenkirchen
- 2017: „Project On #3“, Gallery damdam-Koreanisches Kulturzentrum, Berlin
- 2017: „Korrespondenzen und Korrelationen“, MONTAGEHALLE Berlin, Berlin
- 2017: „One on One - Nachspiel“, Gallery damdam; Koreanisches Kulturzentrum, Berlin
- 2017: „67. Bayreuther Kunstausstellung“, Kunstverein Bayreuth, Bayreuth
- 2017: „Translations: in Context“, Raum für Kunst im Kontext, Berlin
- 2017: „ONE ON ONE“, In Zusammenarbeit mit dem Keum Art Projects und Institut für Alles Mögliche, Berlin
- 2017: „Sewol Passion“, PG Berlin Gallary, Berlin
- 2017: „Immer.Wieder - Kunstwerke als Dokumente zeitlicher Prozesse“, Kunstverein Pforzheim, Pforzheim[12]
- 2016: „Timelines“, Kunstverein Ludwigshafen in Kooperation mit dem Port25 – Raum für Gegenwartskunst, Ludwigshafen und Mannheim
- 2013: „Blickwinkel“, Galerie Markus Doebele, Dettelbach
- 2013: „Schwabacher Kunsttage ortung VIII Im Zeichen des Goldes“, Rathaus, Goldener Saal, Schwabach
- 2012: „Heimat“, Galerie Markus Doebele, Dettelbach
- 2011: „Mit Alles“, Galerie „Vom Zufall und vom Glück“, Hannover

## Auszeichnungen
- 2016 Zonta Kunstpreis[13]